# François-Xavier de Donnea

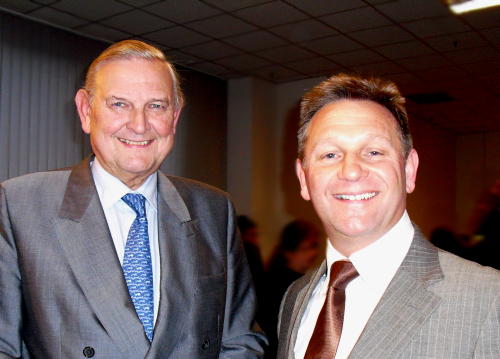
François-Xavier de Donnea (links) mit dem Handelsdiplomaten Colin Evans (2009)

François-Xavier de Donnea (* 29. April 1941 in Edegem), mit vollständigem Namen François Xavier Gustave Marie Joseph Corneille Hubert Ritter de Donnea de Hamoir, ist ein belgischer Politiker der Partei Mouvement Réformateur (MR) und emeritierter Professor für Wirtschaftswissenschaften. Er ist langjähriger Parlamentarier, ehemaliger Verteidigungsminister und Ministerpräsident der Region Brüssel-Hauptstadt. Auf lokaler Ebene war er Bürgermeister von Brüssel.

## Leben
François-Xavier de Donnea wurde in Edegem als Sohn eines Lüttichers und einer Antwerpenerin geboren. Aus diesem Grund beherrscht er die französische Sprache ebenso gut wie die niederländische.
Er absolvierte im Jahr 1963 sein Studium der angewandten Wirtschaftswissenschaften an der Université Catholique de Louvain (UCL). Daraufhin erlangte er einen Master of Business Administration (MBA) an der University of California, Berkeley (1965), eine Lizenz der Wirtschaftswissenschaften (UCL, 1968) und promovierte schließlich im Jahr 1971 zum Doktor der Wirtschaftswissenschaften an der Erasmus-Universität Rotterdam. Als Student war er Mitglied von Olivaint-Konferenz von Belgien.
Seine akademische Karriere setzte er an der UCL fort, wo er zuerst eine Assistenten- und Dozentenstelle innehatte und ab 1980 zum Professor für Wirtschaftswissenschaften avancierte. Seit 2006 ist er emeritiert.
In seiner Familie war François-Xavier de Donnea der erste, der politisch aktiv wurde. Seine ersten Schritte in der Politik machte er im Jahr 1974 als Kabinettschef von Etienne Knoops, ehemaliger Staatssekretär für Wirtschaftsangelegenheiten und Mitglied des Rassemblement Wallon (RW). Von 1976 bis 1977 war er beigeordneter Kabinettschef des Ministers für Außenhandel. Zusammen mit Knoops, Gol und Perin trat er nach kurzer Zeit zu den Liberalen des Parti Réformateur Libéral (PRL, heute MR) über, wo er recht schnell in der internen Parteihierarchie aufstieg (Generalsekretär von 1982 bis 1983).
Sein erstes Mandat erhielt er im Jahr 1981 als kooptierter Senator. Im Jahr 1983 erhielt de Donnea dann in der Regierung unter Wilfried Martens (CVP) das Amt des Staatssekretärs für Entwicklungszusammenarbeit. Zwei Jahre später wurde ihm der Posten des Ministers der Brüsseler Region und des Verteidigungsministers anvertraut (1985 bis 1988). In dieser Zeit bekam er den Beinamen „Top Gun“ (nach dem gleichnamigen Film), da er sich gerne vor der Presse als Panzerfahrer oder Copilot einer F-16 in Aktion zeigte.
Nach seiner Zeit als Minister war de Donnea als Parlamentarier im Senat, im Europäischen Parlament und schließlich in der Abgeordnetenkammer aktiv. Dies erlaubt ihm, sich auf die Stadt Brüssel zu konzentrieren, in der ab 1995 das Bürgermeisteramt übernahm. In dieser Funktion vollzog er unter anderem im Jahr 1999 die bürgerliche Trauung zwischen dem belgischen Thronfolger Prinz Philippe und Mathilde d’Udekem d’Acoz.
Im Jahr 2000 verlor er die Bürgermeisterwahl in Brüssel gegen Freddy Thielemans (PS). Er übernahm jedoch im selben Jahr das Amt des Ministerpräsidenten der Region Brüssel-Hauptstadt, da der scheidende Ministerpräsident Jacques Simonet (MR) sein Mandat als Bürgermeister in Anderlecht antreten wollte. Nach den Regionalwahlen von 2003 kündigte de Donnea an, dass er nicht mehr als Ministerpräsident zur Verfügung stehen wollte und wurde von Daniel Ducarme (MR) in diesem Amt ersetzt.
Im Jahr 2008 kehrte de Donnea überraschend ins Rampenlicht zurück, als er am 17. Juli von König Albert II. zusammen mit Karl-Heinz Lambertz (PS) und Raymond Langendries (cdH) zum „königlichen Vermittler“ ernannt wurde, um Lösungen für die andauernde Staatskrise zu finden.
Seit dem Ende dieses Auftrags ist François-Xavier de Donnea seltener politisch in Erscheinung getreten.

## Ehrungen
De Donnea ist Großkreuz des Ordens Leopolds II. und Großoffizier des Leopoldsordens. Er trägt zudem zahlreiche ausländische Auszeichnungen: Offizier der französischen Ehrenlegion, Großes Verdienstkreuz mit Stern des Verdienstordens der Bundesrepublik Deutschland, Großkreuz des Verdienstordens der Italienischen Republik, Großkreuz des schwedischen Nordstern-Ordens und viele andere.
Er trägt zudem seit 1998 den Ehrentitel Staatsminister.

## Übersicht der politischen Ämter
- 1981–1985: Senator (teilweise verhindert)
- 1983–1985: Staatssekretär für Entwicklungszusammenarbeit in der Regierung Martens V
- 1983–2006: Mitglied des Brüsseler Stadtrates
- 1985–1988: Minister der Brüsseler Region und Verteidigungsminister in den Regierungen Martens VI und Martens VII
- 1985–1989: Mitglied der Abgeordnetenkammer (teilweise verhindert)
- 1989–1991: Mitglied des Europäischen Parlamentes
- 1991–1995: Senator
- 1995–2001: Bürgermeister der Stadt Brüssel
- 1995–2014: Mitglied der Abgeordnetenkammer (teilweise verhindert)
- 2000–2003: Ministerpräsident der Region Brüssel-Hauptstadt